# Giganten
Giganten (Originaltitel: Giant) ist ein Western des US-amerikanischen Regisseurs George Stevens aus dem Jahr 1956. Der Film basiert auf dem gleichnamigen Roman-Bestseller von Edna Ferber und wurde vom Filmstudio Warner Bros. produziert. Es ist der letzte Film mit dem Schauspieler James Dean, der am 30. September 1955 bei einem Verkehrsunfall tödlich verunglückte und somit die Premiere nicht mehr erlebte.

## Handlung
Der texanische Großgrundbesitzer Jordan „Bick“ Benedict reist in den 1920ern zum Pferdekauf nach Maryland. Auf dem Anwesen von Dr. Horace Lynnton erblickt er jedoch nicht nur den temperamentvollen Hengst Westwind, sondern macht auch die Bekanntschaft mit Lynntons Tochter Leslie, die bald mit dem jungen Politiker Sir David Karfrey verheiratet werden soll. Leslie fühlt sich angezogen von dem gutaussehenden Rancher, und auch Bick Benedict ist fasziniert von der anmutigen und gebildeten Leslie. Noch in der Nacht studiert Leslie alle Bücher über Texas, die sie im Haus finden kann, und versucht, am Frühstückstisch mit Bick Benedict eine Konversation über Texas anzufangen. Jedoch verärgert sie Benedict mit der historischen Tatsache, dass Texas den Mexikanern entrissen wurde, was der Rancher vehement bestreitet. Wenige Stunden später, kurz vor der Abfahrt Bicks, gestehen Leslie und er sich ihre Gefühle ein, und kurze Zeit später heiraten beide in Maryland, während Sir David Karfrey, wie sich später herausstellt, Trost bei Leslies jüngerer Schwester findet.
In Texas angekommen, begegnet Leslie einer völlig fremden Welt. Das Land erscheint im Gegensatz zum grünen Maryland als eine einzige öde Wüstenlandschaft. Das Anwesen von Bick, Reata genannt, das aus einem riesigen viktorianischen Haus im Nirgendwo besteht, bewohnt er zusammen mit seiner älteren Schwester Luz. Leslie und die raubeinige Luz verstehen sich von Anfang an nicht besonders gut. Luz hat jahrelang den Haushalt alleine geführt und ist nicht sehr erfreut darüber, dass ihr der Platz als erste Frau in Reata streitig gemacht wird. Leslie macht außerdem die Bekanntschaft mit dem Arbeiter Jett Rink, der Luz bei der Arbeit im Haus und bei den Rinderherden unterstützt, sehr zum Unwillen ihres Bruders, der ihn eigentlich hinausgeworfen hatte.
Schon bald wird Leslie von Bick auf einem kleinen Empfang mit Nachbarn und Freunden der Benedicts bekannt gemacht und nimmt auch an der jährlichen Viehzählung teil. Jett Rink bringt Luz im Wagen hin, und Bick überredet Leslie, im Hinblick auf die ungewohnten klimatischen Verhältnisse, mit Jett zurückzufahren. Jett wartet Leslie während der Fahrt mit unerwartet vielen Komplimenten auf und zeigt ihr u. a. das Dorf Vientecito, in dem zahlreiche mexikanische Arbeitskräfte von Reata untergebracht sind.
Leslie ist schockiert über die hygienischen Zustände, die dort herrschen. Als sie – in Reata angekommen – Bick auf ihre Entdeckung ansprechen will, sieht sie sich mit einer erschreckenden Nachricht konfrontiert. Luz wurde auf dem Rückweg von Leslies Pferd Westwind abgeworfen, das sie in ihrer Frustration misshandelt hatte. Schwer verletzt nach Reata gebracht, erliegt sie kurze Zeit später ihren Kopfverletzungen. Der eilig herbeigerufene zweite Arzt, der zu spät eintrifft und nur noch Luz’ Tod feststellen kann, wird von Leslie in Beschlag genommen. Dieser fährt gemeinsam mit ihr nach Vientecito und rettet dem erkrankten Kleinkind Angel das Leben, der Jahre später im Pazifikkrieg fallen wird. Während Leslies Abwesenheit erschießt Bick den verletzten Westwind wegen eines gebrochenen Beines.
Leslies Engagement für die Rechte der mexikanischen Arbeitskräfte schürt bald den Zorn ihres Ehemanns. Für Bick Benedict sind die Mexikaner nur billige Arbeitskräfte, die sich selbst helfen sollen. Der Konflikt eskaliert, als Leslie eines Abends darauf besteht, einer politischen Diskussion der Männer beizuwohnen. Ihr unnachgiebiges Verhalten zieht am selben Abend eine heftige Auseinandersetzung mit ihrem Ehemann nach sich. Am nächsten Morgen haben sich die beiden jedoch wieder versöhnt, und Leslie überrascht Bick mit der erfreulichen Ankündigung, schwanger zu sein.
In den nächsten Jahren werden drei Kinder auf Reata geboren: Die Zwillinge Jordan und Judy sowie die Tochter Luz. Während dieser Zeit will sich Leslie noch immer nicht in die undankbare Rolle der Hausfrau drängen lassen und kümmert sich weiterhin um das Wohlbefinden der mexikanischen Arbeitskräfte. So verschafft sie dem Dorf u. a. einen eigenen Arzt. Leslie besucht Jett Rink auf dessen kleinem Stück Land, das ihm die verstorbene Luz hinterlassen hat, und ist beeindruckt, wie Jett sich entwickelt. Er hat auf seinem Grund und Boden, den er Little Reata getauft hat, ein Haus gebaut, bildet sich durch Fernkurse fort und sucht nach Öl.
Allmählich entfernen sich Bick und Leslie immer mehr voneinander. Auf der Geburtstagsfeier von Jordi und Judy kommt es zum Eklat, als der vierjährige Erbe von Reata ein Pony geschenkt bekommt, jedoch in Weinkrämpfe ausbricht, als er darauf herumgeführt wird. Bick, der seinen Sohn als zukünftigen besten Rancher von Texas betitelt, fühlt sich durch den Jungen gedemütigt. Er packt ihn, setzt sich mit Jordi auf sein Pferd und reitet mit ihm um das Anwesen, was dessen Panik nur noch verstärkt. Bick versteht viel von Viehzucht und davon, wie man Geschäfte abschließt, doch mit der Erziehung von Kindern hat er genau so wenig Geschick wie sein eigener Vater, stellt der Onkel fest. Leslie beschließt, mit den Kindern zu ihren Eltern nach Maryland zu fahren. An Thanksgiving, als Leslie und den Kindern der Vater mehr denn je fehlt, schickt Bick seiner Familie ein Telegramm. Überraschend erscheint er zur Hochzeit der jüngeren Schwester und überredet Leslie, wieder zurück nach Reata zu kommen.
Überschattet wird das wiedergefundene Eheglück durch Jett Rink, der mit seinem maroden Wagen jeden Tag an Reata vorbei zu seinem eigenen Stück Land fährt, um dort nach Öl zu bohren. Dieses Durchfahrtsrecht Rinks passt Bick Benedict aber überhaupt nicht. Eines Tages stößt der hochverschuldete Rink tatsächlich auf eine Ölquelle und konfrontiert Bick sofort mit seiner Entdeckung. Noch immer vollständig mit Öl beschmutzt rast Jett in seinem Wagen durch den Garten Reatas und fängt kurz darauf eine Prügelei mit Bick an. In kürzester Zeit avanciert Jett Rink mit seiner Firma Jetexas zum reichen Mann und kontrolliert jede Ölquelle in der Umgebung. Ihm gelingt es, mit Bick ein Geschäft abzuschließen, was ihm fortan erlaubt, auch auf Reata Ölförderungsanlagen zu installieren.
Schon bald werden Bicks Rinderherden zwischen Ölbohrtürmen hindurch zu den Weideplätzen geführt und, durch den Öl-Boom reich geworden, erstrecken sich auf Reata bald ein Swimmingpool und ein Tennisplatz. Bick und Leslie sind inzwischen in die Jahre gekommen und sehen sich mit dem Problem konfrontiert, dass keines ihrer mittlerweile erwachsenen Kinder Reata weiterführen will. Der älteste Sohn Jordan ist Arzt geworden und hat die Mexikanerin Juana zur Frau genommen. Die von der Landwirtschaft begeisterte Tochter Judy will, zusammen mit ihrem gerade aus dem Pazifikkrieg heimgekehrten Ehemann, eine eigene kleine Farm bewirtschaften. Tochter Luz hegt Sympathien gegenüber Jett Rink, der durch seinen Reichtum in Texas omnipräsent geworden ist und plant, nach der Einweihung eines Krankenhauses einen nach ihm benannten Flughafen und ein Hotel zu eröffnen.
Die Familie Benedict und Freunde reisen mit ihrem Privatflugzeug nach Houston, um der Krönung von Jett Rinks Karriere beizuwohnen. Die Feierlichkeiten werden jedoch von Unwettern begleitet; ein Tornado wird laut Wetterbericht vorhergesagt. Jett Rink macht Luz Benedict bei einem gemeinsamen Abendessen einen Heiratsantrag, den sie jedoch nicht annimmt. Juana Benedict meldet sich vor der Veranstaltung am Abend im Schönheitssalon des Hotels an, wird jedoch als Mexikanerin auf Geheiß Jett Rinks nicht bedient. Dies schürt den Zorn ihres Ehemannes Jordan, und als Jett Rink den Ballsaal betritt, versucht Jordan ihn zur Rede zu stellen. Doch dieser wird vom Hotelpersonal überwältigt, und Jett Rink schlägt den Sohn vor den Augen Leslies und Bick Benedicts sowie der anwesenden Gäste zusammen. Diese Erniedrigung will Bick nicht auf sich sitzen lassen und fordert Jett auf, mit ihm vor die Tür zu gehen. In einem Vorratsraum fordert Bick Jett zum Kampf heraus, bemerkt jedoch, dass Jett viel zu betrunken ist, um zu kämpfen, und verlässt mit seiner Familie und den Freunden die Veranstaltung. Jett Rink bricht kurze Zeit später, als er seine Rede zur Eröffnung des Flughafens und des Hotels halten soll, betrunken zusammen. Noch Stunden später liegt er bewusstlos im leeren Ballsaal, erwacht aus seiner Ohnmacht und trauert der schönen Leslie hinterher, die er Bick Benedict niemals entreißen konnte. Luz Benedict wird Zeugin dieser traurigen Szene und beschließt, Jett nie wiederzusehen. Bick, Leslie, Luz, Juana und ihr Kind fahren mit dem Wagen am nächsten Morgen zurück nach Reata. Bei einem Zwischenstopp in einem Schnellrestaurant soll die Familie trotz Juanas Abstammung noch bedient werden. Als aber eine mexikanische Familie das Schnellrestaurant betritt und der Besitzer die dreiköpfige Familie zum Gehen auffordert, setzt sich Bick für die Mexikaner ein und prügelt sich mit dem Besitzer. Bick Benedict unterliegt dem weitaus jüngeren Restaurantbesitzer. Dennoch wird Bicks heldenhafte Tat von seiner Ehefrau Leslie gerühmt, die sie als größte Tat bezeichnet, die ein Benedict seit hundert Jahren vollbracht habe.

## Synchronisation
Die deutsche Synchronfassung entstand bei der Deutsche Mondial-Film GmbH in München.
| Rolle                  | Darsteller           | Synchronsprecher       |
| ---------------------- | -------------------- | ---------------------- |
| Leslie Lynnton         | Elizabeth Taylor     | Eleonore Noelle        |
| Jordan „Bick“ Benedict | Rock Hudson          | Heinz Engelmann        |
| Jett Rink              | James Dean           | Dietmar Schönherr      |
| Onkel Bawley Benedict  | Chill Wills          | Klaus W. Krause        |
| Luz Benedict I.        | Mercedes McCambridge | Edith Schultze-Westrum |
| Jordan Benedict III.   | Dennis Hopper        | Niels Clausnitzer      |
| Bob Dace, Judys Mann   | Earl Holliman        | Klaus Havenstein       |
| Dr. Horace Lynnton     | Paul Fix             | Ernst Fritz Fürbringer |
| Mrs. Nancy Lynnton     | Judith Evelyn        | Ingeborg Grunewald     |
| Sir David Karfrey      | Rod Taylor           | Kurt Eugen Ludwig      |
| Robert „Pinky“ Synthe  | Robert Nichols       | John Pauls-Harding     |
| Richter Whiteside      | Charles Watts        | Ernst Konstantin       |

## Entstehungsgeschichte
Der Film basiert auf dem gleichnamigen Roman von Edna Ferber, dessen Veröffentlichung im Jahr 1952 in Texas kontrovers diskutiert wurde. Im Fokus der Kritik stand vor allem das Thema Rassismus.
Die Dreharbeiten für den Film begannen am 21. Mai 1955 in den Filmstudios von Warner Bros. in Hollywood-Burbank. Für die Hauptrollen besetzte der Regisseur George Stevens mit Elizabeth Taylor, Rock Hudson und James Dean ausnahmslos junge Darsteller, obwohl die Filmfiguren über zwanzig Jahre alterten. Normalerweise nahm man für diese Rollen reifere Schauspieler und schminkte sie für die Filmszenen jünger, doch Stevens entschied sich stattdessen, seine jungen Darsteller im Verlauf des Films älter schminken zu lassen. Rock Hudson war zum Zeitpunkt der Dreharbeiten 28 Jahre alt, Elizabeth Taylor und James Dean waren jeweils 23.
Im Gegensatz zu anderen Großfilmproduktionen jener Zeit wurde Giganten nicht in einem Breitwandverfahren, wie z. B. CinemaScope, produziert.
Nachdem die Produktion für die Anfangssequenz nach Virginia verlegt worden war, begannen die Dreharbeiten in Texas, wo in der Umgebung der Kleinstadt Marfa der größte Teil der Dreharbeiten stattfand. Die Produktion wurde von einer Rivalität der beiden Hauptdarsteller Rock Hudson und James Dean beherrscht, die jedoch die Authentizität ihrer Rollen erhöhte. Ebenfalls spannungsgeladen war das Verhältnis zwischen Dean und dem Regisseur George Stevens, der James Dean die Rolle des Jett Rink nach der Absage seines Wunschkandidaten Alan Ladd zugesagt hatte. Stevens empfand eine Abneigung gegenüber Schauspielern, die versuchten, während der Szenen zu experimentieren. Außerdem war der Regisseur in Hollywood für seinen Perfektionismus bekannt. Stevens liebte es, jede Szene aus vielen Perspektiven zu drehen, sodass zahllose Aufnahmen dafür notwendig waren. Von James Dean wurde Stevens Technik lapidar als Around-the-clock-Methode betitelt.
Der Konflikt zwischen Dean und Stevens erreichte am 23. Juli 1955 seinen Höhepunkt, als die Dreharbeiten nach Los Angeles verlegt worden waren. Dean erschien nicht am Set, er hatte an diesem Tag auch keine Szene zu drehen. Stevens ließ Dean durch seine Assistenten aufspüren – Dean hatte sich einen Tag freigenommen, um in ein gerade gemietetes Haus im San Fernando Valley einzuziehen. George Stevens war so wütend, dass er verkündete, nie wieder mit James Dean zu arbeiten. Er ließ ein Schreiben an Warner Bros. aufsetzen, das alle Punkte enthielt, in welcher Weise Dean die Dreharbeiten behindert habe. Dean nannte als Grund für sein Handeln körperliche Erschöpfung, da die Dreharbeiten zu … denn sie wissen nicht, was sie tun und Giganten deutlich länger gedauert hätten und er zwischen den beiden Produktionen nur drei Tage Pause gehabt habe. Schon vor den Dreharbeiten zu Giganten war James Dean erschöpft gewesen und von einem Arzt auf eine Eiweißdiät gesetzt worden.
George Stevens, der James Dean ermahnt hatte, während der Dreharbeiten zu Giganten wegen der Verletzungsgefahr weder Sportwagen noch Motorrad zu fahren, erfuhr vom Tod seines Co-Stars, als er zusammen mit der Filmcrew und einigen Darstellern gerade in einem Vorführsaal die Tagesmuster begutachtete. Einige Szenen von James Dean mussten nachsynchronisiert werden, wofür der Schauspieler Nick Adams herangezogen wurde und Deans Stimme imitierte.

## Rezeption
Giganten feierte seine Premiere am 10. Oktober 1956 im Chinese Theatre am Hollywood Boulevard in Los Angeles. Die Premierenparty avancierte mit zweitausend geladenen Gästen, darunter viele Schauspieler, Persönlichkeiten aus den verschiedensten Bereichen und Pressevertretern und geschätzten 10.000 Schaulustigen zum großen Medienspektakel. Die erfolgreiche Premiere hielt, was sie versprach und George Stevens Familienchronik spielte bei geschätzten 5,4 Millionen US-Dollar Produktionskosten allein an den amerikanischen Kinokassen 35 Millionen US-Dollar ein. Dieser Rekord für Warner Bros. wurde erst 1978 durch den ersten Teil der Superman-Trilogie gebrochen, der knapp 41 Millionen US-Dollar einspielte. Die Kritik lobte vor allem das intensive Spiel der beiden Hauptdarsteller Rock Hudson und James Dean sowie die Regie von George Stevens. Die Zeitschriften Time Magazine, Photoplay Magazine, Modern Screen und die New York Times zeichneten Giganten als besten Film des Jahres 1956 aus.
Der Film gilt heute, ähnlich wie Vom Winde verweht für Georgia, als Nationalfilm von Texas und als Klassiker des Western-Genres. Knapp 43 Jahre nach seiner Uraufführung wurde Giganten 1998 vom American Film Institute unter die 100 besten amerikanischen Filme aller Zeiten gewählt.

## Kritiken
„‚Giganten‘ ist eine der bedeutendsten kritischen Selbstdarstellungen der USA im Film, inszenatorisch und menschlich überzeugend – und von großartigen Schauspielerleistungen bestimmt: James Dean spielte in dem dreieinhalbstündigen Meisterwerk seine letzte Rolle.“

## Auszeichnungen
Giganten wurde von der Kritik gefeiert und 1957 für zehn Oscars nominiert, darunter die beiden männlichen Hauptdarsteller Rock Hudson und James Dean, der nach 1956 mit seiner zweiten posthumen Oscar-Nominierung geehrt wurde, sowie Mercedes McCambridge für ihren Part als raubeinige Schwägerin. Trotz der hohen Anzahl an Nominierungen konnte der Film in der Oscar-Nacht für das Jahr 1956 am 27. März 1957 im RKO Pantages Theatre in Los Angeles seiner Favoritenrolle nicht gerecht werden. Giganten verlor die Auszeichnung für den besten Film des Jahres 1956 an Michael Andersons Komödie In 80 Tagen um die Welt. Nur George Stevens Leistung wurde von der Oscar-Jury berücksichtigt, und er wurde mit dem Preis für die beste Regie geehrt, sowie von Directors Guild of America ausgezeichnet. Keinen Preis dagegen konnte Elizabeth Taylor für ihr Porträt der gebildeten Ostküstenschönheit Leslie gewinnen.
2005 wurde Giganten in das National Film Registry aufgenommen, ein Verzeichnis US-amerikanischer Filme, die als besonders erhaltenswert angesehen werden.

### Oscar 1957
- Auszeichnung: George Stevens für Beste Regie

Nominiert in den Kategorien
- Bester Film
- Bester Hauptdarsteller (James Dean)
- Bester Hauptdarsteller (Rock Hudson)
- Beste Nebendarstellerin (Mercedes McCambridge)
- Bestes adaptiertes Drehbuch
- Beste Ausstattung – Farbe
- Beste Kostüme – Farbe (Marjorie Best, Moss Mabry)
- Bester Schnitt
- Beste Filmmusik

### Golden Globe Award 1957
- Beste Nachwuchsdarstellerin (Caroll Baker)

Nominiert in den Kategorien
- Bester Film – Drama
- Beste Regie

### Weitere
David di Donatello 1957
- Bester ausländischer Film

Directors Guild of America 1957
- Beste Regie

Photoplay Award 1956
- Bester Film

Writers Guild of America 1957
- nominiert in der Kategorie bestes amerikanisches Drehbuch (Drama)

## Medien

### DVD-Veröffentlichung
- Giganten. Special Edition 2 Disc Set. Warner Home Video Germany 2003 – enthält umfangreiches Dokumentationsmaterial

### Soundtrack
- Dimitri Tiomkin, Don George: Giant. Dimitri Tiomkin’s Music from the Sound Track of the George Stevens Production. Capitol Records/Capitol-EMI, Hollywood 1989, Tonträger-Nr. CDP 7-92056-2 – Originalaufnahme der Filmmusik, eingespielt vom Warner Bros. Orchestra unter der Leitung von Dimitri Tiomkin und Ray Heindorf